# Top Teams Cup 2005-2006 (maschile)
La Top Teams Cup 2005/2006 è la 34ª edizione del secondo torneo pallavolistico europeo per importanza dopo la Champions League, la sesta con questa denominazione, ed è stato organizzato come di consueto dalla Confédération Européenne de Volleyball (CEV).

Hanno partecipato a questa edizione 39 squadre provenienti da 27 diverse federazioni.

La vittoria finale è andata alla Copra NorMeccanica Piacenza, squadra italiana alla prima affermazione in questa manifestazione.

## Formula
La formula prevede per questa edizione 5 fasi:
- prima fase: 4 squadre si affrontano in un turno preliminare in gare di andata e ritorno;
- seconda fase: le 2 squadre provenienti dalla prima fase più altre 26 ammesse di diritto vengono divise in 7 gironi, disputati con un concentramento in casa di una delle 4 squadre in gare di sola andata;
- terza fase: le 7 prime classificate dei gironi più altre 9 ammesse di diritto vengono divise in 4 gironi, disputati in gare di andata e ritorno a sedi alterne;
- quarta fase: Quarti di finale, dove si affrontano in gare incrociate di andata e ritorno le prime 2 di ogni girone della fase precedente;
- quinta fase: Final four, disputata al Palau Municipal d'Esports Son Moix di Palma di Maiorca (Spagna), che prevede Semifinali, Finale per il 3º e 4º posto e Finale per il 1º e 2º posto, con gare di sola andata.

## Squadre partecipanti

### Suddivisione per federazioni
2 squadre
- Austria
- Lussemburgo
- Cipro

- Slovenia
- Ungheria
- Finlandia

- Croazia
- Portogallo
- Macedonia del Nord

- Albania
- Slovacchia
- Turchia

1 squadra
- Danimarca
- Irlanda
- Belgio
- Italia

- Estonia
- Bosnia ed Erzegovina
- Russia
- Azerbaigian

- Serbia
- Moldavia
- Spagna
- Polonia

- Rep. Ceca
- Romania
- Grecia

### Squadre ammesse al 1st Round
- Marienlyst Odense
- Posojilnica Aich/Dob

- VC Lorentzweiler
- University of Ulster

### Squadre ammesse alla seconda fase a gironi
- Seat Volley Näfels
- Anorthosis Famagosta
- Pepe Jeans Asse Lennik
- KRKA Novo Mesto
- Strassen
- Kometa Kaposvár
- Raision Loimu
- HAOK Mladost
- Copra NordMeccanica Piacenza
- Esmoriz GC
- Vegyész Kazincbarcika
- Makedonija Gio Strumica
- ESS Falck Pärnu

- Studenti Tirana
- Pielaveden Sampo
- Kommunalnik Grodno
- Zenit Kazan'
- VSK Púchov
- Rabotnicki-Fersped Skopje
- Tirana Tirana
- Azerneft Baku
- Nea Salamina Famagusta
- VKPU Prešov
- Vojvodina Novolin Novi Sad
- OK Varaždin
- Dinamo-Energetik Tiraspol

### Squadre ammesse alla Main Phase
- Portol Son Amar Palma
- AZS Olsztyn
- Autocommerce Bled
- Halkbank Ankara
- Ferram Opava

- Benfica Lisboa
- VCM Constanta
- Panathīnaïkos
- Erdemirspor Eregli

## 1st Round
| Andata |                        |     |                     |
|        |                        |     |                     |
| 23-09  | Odense - Aich/Dob      | 0-3 | 28-30, 19-25, 16-25 |
| 17-09  | Lorentsweiler - Ulster | 0-3 | 10-25, 25-27, 22-25 |

| Ritorno |                        |     |                     |
|         |                        |     |                     |
| 24-09   | Aich/Dob - Odense      | 3-0 | 25-17, 25-23, 25-22 |
| 24-09   | Ulster - Lorentsweiler | 3-0 | 25-13, 25-17, 25-14 |

## Gironi preliminari

### Sede dei gironi
- Tournament #1: Näfels ( Svizzera)
- Tournament #2: Novo mesto ( Slovenia)
- Tournament #3: Zagabria ( Croazia)
- Tournament #4: Pärnu ( Estonia)

- Tournament #5: Pielavesi ( Finlandia)
- Tournament #6: Skopje ( Macedonia del Nord)
- Tournament #7: Prešov ( Slovacchia)

### Risultati
| Tournament #1 |                    |     |                               |
|               |                    |     |                               |
| 07-10         | Nafels – Famagosta | 3-0 | 25-21 25-20 25-22             |
| 07-10         | Ulster – Lennik    | 1-3 | 25-19 17-25 21-25 16-25       |
| 08-10         | Nafels – Ulster    | 3-0 | 25-15 25-15 25-18             |
| 08-10         | Famagosta – Lennik | 0-3 | 19-25 16-25 19-25             |
| 09-10         | Lennik – Nafels    | 2-3 | 25-16 19-25 25-21 23-25 12-15 |
| 09-10         | Famagosta – Ulster | 3-1 | 23-25 25-18 34-32 25-17       |

| Tournament #2 |                       |     |                               |
|               |                       |     |                               |
| 07-10         | Novo Mesto – Strassen | 3-0 | 25-18 25-17 25-20             |
| 07-10         | Kaposvár – Raisio     | 1-3 | 25-23 21-25 21-25 17-25       |
| 08-10         | Novo Mesto – Kaposvár | 2-3 | 25-17 25-23 22-25 23-25 11-15 |
| 08-10         | Strassen – Raisio     | 0-3 | 16-25 21-25 17-25             |
| 09-10         | Raisio – Novo Mesto   | 2-3 | 25-20 21-25 25-23 17-25 14-16 |
| 09-10         | Kaposvár – Strassen   | 3-0 | 25-16 25-18 25-20             |

| Tournament #3 |                     |     |                              |
|               |                     |     |                              |
| 07-10         | Aich/Dob – Zagabria | 0-3 | 21-25 21-25 15-25            |
| 07-10         | Piacenza – Esmoriz  | 3-0 | 25-18 25-16 25-12            |
| 08-10         | Zagabria – Esmoriz  | 3-2 | 24-26 22-25 25-18 25-16 15-7 |
| 08-10         | Piacenza – Aich/Dob | 3-1 | 25-17 23-25 25-12 25-17      |
| 09-10         | Zagabria – Piacenza | 0-3 | 16-25 18-25 18-25            |
| 09-10         | Esmoriz – Aich/Dob  | 3-1 | 25-21 21-25 25-17 25-20      |

| Tournament #4 |                          |     |                         |
|               |                          |     |                         |
| 07-10         | Kazincbarcika – Strumica | 3-0 | 25-19 25-21 25-22       |
| 07-10         | Parnu – Tirana           | -   |                         |
| 08-10         | Parnu – Kazincbarcika    | 1-3 | 22-25 25-22 22-25 13-25 |
| 08-10         | Strumica – Tirana        | -   |                         |
| 09-10         | Strumica – Parnu         | 1-3 | 25-22 19-25 25-27 19-25 |
| 09-10         | Kazincbarcika – Tirana   | -   |                         |

| Tournament #5 |                    |     |                               |
|               |                    |     |                               |
| 07-10         | Pielavesi – Grodno | 3-1 | 25-23 21-25 28-26 25-20       |
| 07-10         | Kazan' – Púchov    | 3-0 | 25-17 25-17 25-18             |
| 08-10         | Púchov – Pielavesi | 1-3 | 22-25 26-24 22-25 24-26       |
| 08-10         | Grodno – Kazan'    | 0-3 | 19-25 12-25 22-25             |
| 09-10         | Pielavesi – Kazan' | 0-3 | 12-25 16-25- 15-25            |
| 09-10         | Grodno – Púchov    | 2-3 | 21-25 22-25 25-17 26-24 13-15 |

| Tournament #6 |                    |     |                         |
|               |                    |     |                         |
| 07-10         | Skopje – Tirana    | 3-0 | 25-12 25-15 25-13       |
| 07-10         | Baku – Famagosta   | 3-1 | 25-22 25-20 22-25 25-21 |
| 08-10         | Baku – Skopje      | 0-3 | 15-25 15-25 16-25       |
| 08-10         | Famagosta – Tirana | 3-0 | 25-14 25-22 25-16       |
| 09-10         | Skopje – Famagosta | 3-0 | 25-20 25-16 25-19       |
| 09-10         | Tirana – Baku      | 0-3 | 21-25 9-25 15-25        |

| Tournament #7 |                     |     |                         |
|               |                     |     |                         |
| 07-10         | Prešov – Novi Sad   | 0-3 | 16-25 18-25 14-25       |
| 07-10         | Varaždin – Tiraspol | 3-1 | 25-14 22-25 25-16 25-21 |
| 08-10         | Tiraspol – Prešov   | 3-1 | 23-25 25-22 25-23 25-18 |
| 08-10         | Novi Sad – Varaždin | 3-1 | 25-13 25-14 16-25 25-16 |
| 09-10         | Prešov – Varaždin   | 3-0 | 25-15 25-19 25-19       |
| 09-10         | Novi Sad – Tiraspol | 3-0 | 25-16 25-21 25-22       |

### Classifiche
| Tournament #1 | Tournament #1          | Tournament #1 | Partite | Partite | Set | Set | Set  | Punti Set | Punti Set | Punti Set |
| #             | Squadra                | Pt            | V       | P       | V   | P   | Qz   | V         | P         | Qz        |
| ------------- | ---------------------- | ------------- | ------- | ------- | --- | --- | ---- | --------- | --------- | --------- |
| 1             | Seat Volley Nafels     | 6             | 3       | 0       | 9   | 2   | 4,50 | 252       | 215       | 1,17      |
| 2             | Pepe Jeans Asse Lennik | 5             | 2       | 1       | 8   | 4   | 2,00 | 273       | 235       | 1,16      |
| 3             | Anorthosis Famagosta   | 4             | 1       | 2       | 3   | 7   | 0,43 | 224       | 242       | 0,93      |
| 4             | University of Ulster   | 3             | 0       | 3       | 2   | 9   | 0,22 | 219       | 276       | 0,79      |

| Tournament #2 | Tournament #2   | Tournament #2 | Partite | Partite | Set | Set | Set  | Punti Set | Punti Set | Punti Set |
| #             | Squadra         | Pt            | V       | P       | V   | P   | Qz   | V         | P         | Qz        |
| ------------- | --------------- | ------------- | ------- | ------- | --- | --- | ---- | --------- | --------- | --------- |
| 1             | Raision Loimu   | 5             | 2       | 1       | 8   | 4   | 2,00 | 275       | 247       | 1,11      |
| 2             | KRKA Novo Mesto | 5             | 2       | 1       | 8   | 5   | 1,60 | 290       | 262       | 1,11      |
| 3             | Kometa Kaposvár | 5             | 2       | 1       | 7   | 5   | 1,40 | 264       | 258       | 1,02      |
| 4             | Strassen        | 3             | 0       | 3       | 0   | 9   | 0,00 | 163       | 225       | 0,72      |

| Tournament #3 | Tournament #3                | Tournament #3 | Partite | Partite | Set | Set | Set  | Punti Set | Punti Set | Punti Set |
| #             | Squadra                      | Pt            | V       | P       | V   | P   | Qz   | V         | P         | Qz        |
| ------------- | ---------------------------- | ------------- | ------- | ------- | --- | --- | ---- | --------- | --------- | --------- |
| 1             | Copra NordMeccanica Piacenza | 6             | 3       | 0       | 9   | 1   | 9,00 | 248       | 169       | 1,47      |
| 2             | HAOK Mladost                 | 5             | 2       | 1       | 6   | 5   | 1,20 | 238       | 224       | 1,06      |
| 3             | Esmoriz GC                   | 4             | 1       | 2       | 5   | 7   | 0,71 | 234       | 269       | 0,87      |
| 4             | Posojilnica Aich/Dob         | 3             | 0       | 3       | 2   | 9   | 0,22 | 211       | 269       | 0,78      |

| Tournament #4 | Tournament #4           | Tournament #4 | Partite | Partite | Set | Set | Set  | Punti Set | Punti Set | Punti Set |
| #             | Squadra                 | Pt            | V       | P       | V   | P   | Qz   | V         | P         | Qz        |
| ------------- | ----------------------- | ------------- | ------- | ------- | --- | --- | ---- | --------- | --------- | --------- |
| 1             | Vegyész Kazincbarcika   | 4             | 2       | 0       | 6   | 1   | 6,00 | 172       | 144       | 1,19      |
| 2             | ESS Falck Pärnu         | 3             | 1       | 1       | 4   | 4   | 1,00 | 181       | 185       | 0,98      |
| 3             | Makedonija Gio Strumica | 2             | 0       | 2       | 1   | 6   | 0,17 | 150       | 174       | 0,86      |
| 4             | Studenti Tirana         | 0             | 0       | 0       | 0   | 0   | 0,00 | 0         | 0         | 0,00      |

| Tournament #5 | Tournament #5      | Tournament #5 | Partite | Partite | Set | Set | Set  | Punti Set | Punti Set | Punti Set |
| #             | Squadra            | Pt            | V       | P       | V   | P   | Qz   | V         | P         | Qz        |
| ------------- | ------------------ | ------------- | ------- | ------- | --- | --- | ---- | --------- | --------- | --------- |
| 1             | Zenit Kazan'       | 6             | 3       | 0       | 9   | 0   | -    | 225       | 148       | 1,52      |
| 2             | Pielaveden Sampo   | 5             | 2       | 1       | 6   | 5   | 1,20 | 242       | 263       | 0,92      |
| 3             | VSK Púchov         | 4             | 1       | 2       | 4   | 8   | 0,50 | 252       | 282       | 0,89      |
| 4             | Kommunalnik Grodno | 3             | 0       | 3       | 3   | 9   | 0,33 | 254       | 280       | 0,91      |

| Tournament #6 | Tournament #6             | Tournament #6 | Partite | Partite | Set | Set | Set  | Punti Set | Punti Set | Punti Set |
| #             | Squadra                   | Pt            | V       | P       | V   | P   | Qz   | V         | P         | Qz        |
| ------------- | ------------------------- | ------------- | ------- | ------- | --- | --- | ---- | --------- | --------- | --------- |
| 1             | Rabotnicki-Fersped Skopje | 6             | 3       | 0       | 9   | 0   | -    | 225       | 141       | 1,60      |
| 2             | Azerneft Baku             | 5             | 2       | 1       | 6   | 4   | 1,50 | 218       | 208       | 1,05      |
| 3             | Nea Salamina Famagosta    | 4             | 1       | 2       | 4   | 6   | 0,67 | 218       | 224       | 0,97      |
| 4             | Tirana Tirana             | 3             | 0       | 3       | 0   | 9   | 0,00 | 137       | 225       | 0,61      |

| Tournament #7 | Tournament #7              | Tournament #7 | Partite | Partite | Set | Set | Set  | Punti Set | Punti Set | Punti Set |
| #             | Squadra                    | Pt            | V       | P       | V   | P   | Qz   | V         | P         | Qz        |
| ------------- | -------------------------- | ------------- | ------- | ------- | --- | --- | ---- | --------- | --------- | --------- |
| 1             | Vojvodina Novolin Novi Sad | 6             | 3       | 0       | 9   | 1   | 9,00 | 241       | 175       | 1,38      |
| 2             | VKPU Prešov                | 4             | 1       | 2       | 4   | 6   | 0,67 | 221       | 226       | 0,93      |
| 3             | OK Varaždin                | 4             | 1       | 2       | 4   | 7   | 0,57 | 218       | 242       | 0,90      |
| 4             | Dinamo-Energetik Tiraspol  | 4             | 1       | 2       | 4   | 7   | 0,57 | 233       | 260       | 0,90      |

## Maine Phase - Fase a gironi

### Risultati
| Pool A |                  |     |                               |
|        |                  |     |                               |
| 26-10  | Palma – Olsztyn  | 3-2 | 23-25 25-21 25-22 22-25 15-11 |
| 26-10  | Bled – Nafels    | 3-2 | 26-24 25-21 17-25 21-25 19-17 |
| 01-11  | Nafels – Palma   | 1-3 | 18-25 20-25 25-19 18-25       |
| 02-11  | Olsztyn – Bled   | 3-0 | 25-15 25-18 25-17             |
| 09-11  | Palma – Bled     | 3-1 | 26-24 25-23 19-25 25-16       |
| 09-11  | Olsztyn – Nafels | 3-0 | 27-25 25-19 25-14             |
| 07-12  | Nafels – Olsztyn | 1-3 | 25-18 19-25 20-25 19-25       |
| 07-12  | Bled – Palma     | 1-3 | 25-20 19-25 17-25 20-25       |
| 14-12  | Bled – Olsztyn   | 2-3 | 25-17 25-19 16-25 21-25 13-25 |
| 14-12  | Palma – Nafels   | 3-0 | 25-14 25-17 25-15             |
| 21-12  | Nafels – Bled    | 3-0 | 31-29 25-21 25-16             |
| 21-12  | Olsztyn – Palma  | 2-3 | 25-23 24-26 25-18 24-26 12-15 |

| Pool B |                 |     |                               |
|        |                 |     |                               |
| 26-10  | Ankara – Raisio | 3-0 | 27-25 25-19 25-22             |
| 26-10  | Opava – Skopje  | 3-1 | 21-25 25-23 25-23 25-22       |
| 03-11  | Skopje – Ankara | 3-0 | 29-27 25-20 25-23             |
| 02-11  | Raisio – Opava  | 3-2 | 19-25 25-16 25-20 23-25 15-10 |
| 10-11  | Ankara – Opava  | 3-0 | 25-21 25-23 25-15             |
| 09-11  | Raisio – Skopje | 1-3 | 25-22 21-25 17-25 17-25       |
| 08-12  | Skopje – Raisio | 3-0 | 25-13 25-13 25-11             |
| 07-12  | Opava – Ankara  | 2-3 | 25-21 16-25 25-19 18-25 13-15 |
| 14-12  | Opava – Raisio  | 3-0 | 25-18 25-17 25-20             |
| 14-12  | Ankara – Skopje | 3-0 | 25-16 25-15 25-19             |
| 21-12  | Skopje – Opava  | 2-3 | 25-17 23-25 20-25 25-23 11-15 |
| 21-12  | Raisio – Ankara | 0-3 | 13-25 21-25 16-25             |

| Pool C |                           |     |                               |
|        |                           |     |                               |
| 26-10  | Lisboa – Novi Sad         | 2-3 | 22-25 25-19 25-19 18-25 6-15  |
| 26-10  | Kazincbarcika – Constanta | 2-3 | 25-22 19-25 21-25 25-23 11-15 |
| 02-11  | Constanta – Lisboa        | 3-0 | 25-19 25-23 25-21             |
| 02-11  | Novi Sad – Kazincbarcika  | 3-0 | 25-19 25-20 25-17             |
| 09-11  | Lisboa – Kazincbarcika    | 3-1 | 25-18 13-25 25-17 25-23       |
| 09-11  | Novi Sad – Constanta      | 3-0 | 25-18 25-21 25-18             |
| 07-12  | Constanta – Novi Sad      | 1-3 | 25-27 28-26 22-25 22-25       |
| 07-12  | Kazincbarcika – Lisboa    | 2-3 | 17-25 25-22 19-25 25-22 20-22 |
| 14-12  | Lazincbarcika – Novi Sad  | 3-1 | 22-25 25-21 25-23 31-29       |
| 14-12  | Lisboa – Constanta        | 3-0 | 25-19 25-18 25-20             |
| 21-12  | Constanta – Kazincbarcika | 2-3 | 22-25 30-32 25-15 25-23 22-24 |
| 21-12  | Novi Sad – Lisboa         | 3-1 | 25-23 25-14 23-25 25-16       |

| Pool D |                   |     |                               |
|        |                   |     |                               |
| 26-10  | Kazan' – Atene    | 2-3 | 25-27 25-23 21-25 29-27 13-15 |
| 26-10  | Piacenza – Eregli | 3-1 | 25-19 26-24 20-25 25-19       |
| 02-11  | Eregli – Kazan'   | 1-3 | 21-25 25-17 17-25 21-25       |
| 02-11  | Atene – Piacenza  | 0-3 | 24-26 22-25 16-25             |
| 09-11  | Kazan' – Piacenza | 3-1 | 25-16 20-25 26-24 32-30       |
| 09-11  | Atene – Eregli    | 3-0 | 25-17 25-10 25-15             |
| 07-12  | Eregli – Atene    | 0-3 | 22-25 20-25 25-27             |
| 08-12  | Piacenza – Kazan' | 3-0 | 25-16 25-23 25-17             |
| 15-12  | Piacenza – Atene  | 2-3 | 25-20 21-25 22-25 28-26 12-15 |
| 14-12  | Kazan' – Eregli   | 3-0 | 25-16 25-18 25-17             |
| 21-12  | Eregli – Piacenza | 0-3 | 18-25 28-30 23-25             |
| 21-12  | Atene – Kazan'    | 3-0 | 25-18 25-23 25-18             |

### Classifiche
| Pool A | Pool A                | Pool A | Partite | Partite | Set | Set | Set  | Punti Set | Punti Set | Punti Set |
| #      | Squadra               | Pt     | V       | P       | V   | P   | Qz   | V         | P         | Qz        |
| ------ | --------------------- | ------ | ------- | ------- | --- | --- | ---- | --------- | --------- | --------- |
| 1      | Portol Son Amar Palma | 12     | 6       | 0       | 18  | 7   | 2,57 | 577       | 510       | 1,13      |
| 2      | AZS Olsztyn           | 10     | 4       | 2       | 16  | 9   | 1,78 | 560       | 509       | 1,10      |
| 3      | Seat Volley Näfels    | 7      | 1       | 5       | 7   | 15  | 0,47 | 461       | 513       | 0,90      |
| 4      | Autocommerce Bled     | 7      | 1       | 5       | 7   | 17  | 0,41 | 493       | 559       | 0,88      |

| Pool B | Pool B                    | Pool B | Partite | Partite | Set | Set | Set  | Punti Set | Punti Set | Punti Set |
| #      | Squadra                   | Pt     | V       | P       | V   | P   | Qz   | V         | P         | Qz        |
| ------ | ------------------------- | ------ | ------- | ------- | --- | --- | ---- | --------- | --------- | --------- |
| 1      | Halkbank Ankara           | 11     | 5       | 1       | 15  | 5   | 3,00 | 477       | 401       | 1,19      |
| 2      | Rabotnicki-Fersped Skopje | 9      | 3       | 3       | 12  | 10  | 1,20 | 498       | 463       | 1,08      |
| 3      | Ferram Opava              | 9      | 3       | 3       | 13  | 12  | 1,08 | 528       | 539       | 0,98      |
| 4      | Raision Loimu             | 7      | 1       | 5       | 4   | 17  | 0,24 | 395       | 495       | 0,80      |

| Pool C | Pool C                     | Pool C | Partite | Partite | Set | Set | Set  | Punti Set | Punti Set | Punti Set |
| #      | Squadra                    | Pt     | V       | P       | V   | P   | Qz   | V         | P         | Qz        |
| ------ | -------------------------- | ------ | ------- | ------- | --- | --- | ---- | --------- | --------- | --------- |
| 1      | Vojvodina Novolin Novi Sad | 11     | 5       | 1       | 16  | 7   | 2,29 | 552       | 487       | 1,13      |
| 2      | Benfica Lisboa             | 9      | 3       | 3       | 12  | 12  | 1,00 | 516       | 522       | 0,99      |
| 3      | Vegyész Kazincbarcika      | 8      | 2       | 4       | 11  | 15  | 0,73 | 568       | 611       | 0,93      |
| 4      | VCM Constanta              | 8      | 2       | 4       | 9   | 14  | 0,64 | 520       | 536       | 0,97      |

| Tournament #6 | Tournament #6                | Tournament #6 | Partite | Partite | Set | Set | Set  | Punti Set | Punti Set | Punti Set |
| #             | Squadra                      | Pt            | V       | P       | V   | P   | Qz   | V         | P         | Qz        |
| ------------- | ---------------------------- | ------------- | ------- | ------- | --- | --- | ---- | --------- | --------- | --------- |
| 1             | Panathīnaïkos                | 11            | 5       | 1       | 15  | 7   | 2,14 | 517       | 465       | 1,11      |
| 2             | Copra NordMeccanica Piacenza | 10            | 4       | 2       | 15  | 7   | 2,14 | 530       | 488       | 1,09      |
| 3             | Zenit Kazan'                 | 9             | 3       | 3       | 1   | 1   | 1,00 | 498       | 497       | 1,00      |
| 4             | Erdemirspor Eregli           | 6             | 0       | 6       | 2   | 18  | 0,11 | 400       | 495       | 0,81      |

## Maine Phase - Quarti di finale
| Andata |                   |     |                              |
|        |                   |     |                              |
| 11-01  | Atene – Olsztyn   | 3-2 | 25-19 23-25 25-17 22-25 15-9 |
| 11-01  | Ankara - Piacenza | 0-3 | 23-25 18-25 15-25            |
| 11-01  | Novi Sad – Skopje | 3-0 | 25-17 25-18 25-18            |
| 11-01  | Palma - Lisbona   | 3-0 | 25-17 25-20 25-15            |

| Ritorno |                   |     |                               |
|         |                   |     |                               |
| 18-01   | Olsztyn – Atene   | 2-3 | 20-25 19-25 25-21 25-21 11-15 |
| 18-01   | Piacenza – Ankara | 3-0 | 25-11 25-19 25-17             |
| 19-01   | Skopje – Novi Sad | 1-3 | 25-18 24-26 17-25 20-25       |
| 18-01   | Lisboa – Palma    | 1-3 | 25-20 20-25 24-26 18-25       |

## Final Four
La Final Four si è disputata a Palma di Maiorca (Spagna) .

Gli accoppiamenti della Final Four, stabiliti dal regolamento CEV, prevedono che in caso di qualificazione di due squadre della stessa nazione, queste si incontrino in semifinale. Nel caso, invece, della presenza di squadre di nazioni diverse, verrà effettuato un nuovo sorteggio.
|  | Semifinali                   | Semifinali                   | Semifinali            |                       |                              | Finale                       | Finale                     | Finale             |  |
|  |                              |                              |                       |                       |                              |                              |                            |                    |  |
|  | Panathīnaïkos                | Panathīnaïkos                | 1                     |                       |                              |                              |                            |                    |  |
|  | Panathīnaïkos                | Panathīnaïkos                | 1                     |                       |                              |                              |                            |                    |  |
|  | Copra NordMeccanica Piacenza | Copra NordMeccanica Piacenza | 3                     |                       |                              |                              |                            |                    |  |
|  | Copra NordMeccanica Piacenza | Copra NordMeccanica Piacenza | 3                     |                       | Copra NordMeccanica Piacenza | Copra NordMeccanica Piacenza | 3                          |                    |  |
|  |                              |                              |                       |                       | Copra NordMeccanica Piacenza | Copra NordMeccanica Piacenza | 3                          |                    |  |
|  |                              |                              | Portol Son Amar Palma | Portol Son Amar Palma | 2                            |                              |                            |                    |  |
|  | Vojvodina Novolin Novi Sad   | Vojvodina Novolin Novi Sad   | Portol Son Amar Palma | Portol Son Amar Palma | 2                            | 0                            |                            |                    |  |
|  | Vojvodina Novolin Novi Sad   | Vojvodina Novolin Novi Sad   |                       |                       |                              | 0                            |                            |                    |  |
|  | Portol Son Amar Palma        | Portol Son Amar Palma        | 3                     |                       |                              | Finale 3º/4º posto           | Finale 3º/4º posto         | Finale 3º/4º posto |  |
|  | Portol Son Amar Palma        | Portol Son Amar Palma        | 3                     |                       |                              |                              |                            |                    |  |
|  |                              |                              |                       |                       |                              |                              |                            |                    |  |
|  |                              |                              |                       |                       |                              | Panathīnaïkos                | Panathīnaïkos              | 3                  |  |
|  |                              |                              |                       |                       |                              | Panathīnaïkos                | Panathīnaïkos              | 3                  |  |
|  |                              |                              |                       |                       |                              | Vojvodina Novolin Novi Sad   | Vojvodina Novolin Novi Sad | 1                  |  |

| Semifinali |                  |     |                         |
|            |                  |     |                         |
| 11-03      | Atene – Piacenza | 1-3 | 25-22 21-25 18-25 21-25 |
| 11-03      | Novi Sad – Palma | 0-3 | 13-25 19-25 23-25       |

| Finale 3º/4º posto |                  |     |                         |
|                    |                  |     |                         |
| 12-03              | Atene – Novi Sad | 3-1 | 25-16 25-27 26-24 25-21 |

| Finale |                  |     |                              |
|        |                  |     |                              |
| 12-03  | Piacenza – Palma | 3-2 | 21-25 25-19 25-20 20-25 15-9 |